# だから私は推しました
『だから私は推しました』（だからわたしはおしました）は、NHK大阪放送局の制作によりNHK総合テレビの「よるドラ」枠で2019年7月27日から9月14日まで放送された日本のテレビドラマ。連続8回。友人関係やSNSに疲れ、ふとしたきっかけから1人の地下アイドルと出会い「オタク沼」にハマっていく30歳目前のOLの転落と成長をサスペンス要素を交えて描く。森下佳子作。主演は本作が連続ドラマ初主演となる桜井ユキ。第46回放送文化基金賞番組部門テレビドラマ番組優秀賞受賞作。

## 企画・制作
若手のスタッフ・キャストを中心に若者向けにオリジナル制作される実験的で挑戦的なドラマ枠「よるドラ」の第3弾として、東京大学医学部卒の異色のNHK最年少プロデューサーである高橋優香子のプロデュースにより制作される。「地下アイドル」や「オタク」の世界を描くのみならず、「ちょっとクールに生きるの格好いい」「人が『いいね!』と言ってくれそうなものに『いいね!』と言ってしまう」という風潮とは相反する「『本当に自分が好きなものを推していく』というすがすがしさを、本心で生きていない人の中に見いだしたい」としている。アイドルオタクやヒロインものにはあまり関心がない視聴者層も意識して、見どころの1つとしてサスペンス要素も織り交ぜられることとなった。報道用の全方位カメラの使用や、福祉番組スタッフの起用など、さまざまな新しい試みがされている。
多様な形態で活動を行う地下アイドルを描くにあたっては、自身もアイドル活動経験がありライターとして活動する地下アイドル考証の姫乃たまの意見も取り入れて「マスメディアへの出演より、日々のライブ活動に重きを置いていて、ファンとの距離が近く、そういったイベントを熱心に行っているアイドル」と位置づけ、劇中の地下アイドルグループのキャスティングについては「NHKが誇るアイドルを作ろう」との意気込みでオーディションを開催して、5人のキャストを選出している。
脚本には連続テレビ小説『ごちそうさん』や大河ドラマ『おんな城主 直虎』をはじめ数々の話題作で実績がある森下佳子が起用され、「ここは（20代の最年少プロデューサーと）足して2で割って若手に入っちゃえ!」として戸惑いを捨てて、「地下アイドル」「女オタ」「自己承認欲求」といった現代的な題材の根底に存在する普遍的なテーマである「青春」を描いている。
最終回では題字の「推」のふるとり部分に付けられた手の形が、「押す」型から「掬い上げる」型に変わった。

## あらすじ
警察の取調室で聖護院刑事の取り調べを受ける遠藤愛は、瓜田勝がマンションから転落するまでの経緯を仔細に語り始める。
1年2か月前の2018年4月、生命保険会社に勤める30歳間近のOLの愛は友人たちの中で「イイネ」を求めてリア充を装う日々を過ごしていたが、そんな姿が見苦しいと婚約者の蓮沼恭介に振られてしまう。失意の中で愛はスマホを落とし拾い主の小豆沢大夢に会うためライブハウスを訪ねると、そこでは地下アイドルグループ「サニーサイドアップ（サニサイ）」のライブが行われており、歌もダンスも下手で1人だけ異質な存在のメンバー・栗本ハナに自分の姿を重ね合わせた愛は思わずステージ上のハナへ罵声を浴びせ、他のファンから迷惑な入場者“厄介”の烙印を捺される。八つ当たりを反省し謝罪しようと再びライブへ足を運んだ愛は、ハナの逃げずに前に進もうとする姿勢に胸を打たれ、ハナを全力で応援することを決意する。
ライブに通いトップオタの小豆沢や古参の椎葉らオタクメンバーたちと親しくなった愛は、まもなくハナに瓜田というストーカー気質のオタクが存在することを知る。瓜田はハナのチェキ券をすべて買い占めハナを独占状態であることを知った愛は、メンバーごとのチェキ券を共通化することを提案。ハナを独占できなくなった瓜田は乱心しライブから姿を消す。
野外ステージでのライブを機に友人たちにドルオタをカミングアウトした愛はオタ活に励み、「サニサイ」が夏のアイドル・フェスにエントリーするとハナが準備に専念できるよう生活費を支援しつつ、投票権を得るためチャットレディの副業で資金を稼いでグッズを大量購入。「サニサイ」は獲得票数1位となって夏フェス出演を果たし、ハナは大ステージで堂々のパフォーマンスを見せる。
9か月後の2019年4月、夏フェス出演で人気も上昇しウェブCM出演など仕事も増えた「サニサイ」にメンバー間の亀裂が生じ始め、ハナには高校時代の友人・松田杏子へのいじめの噂がネット上に流出する。愛はハナがついた小さな嘘をきっかけに金づるにされているだけではとの疑念を抱き、ハナのことを信じられなくなった愛はハナのオタクをやめる。5月末、噂の拡散によりハナが心労でステージに立てなくなり窮地にあると「サニサイ」のメンバーでもある玉路紀子に知らされた愛はハナと和解し、小豆沢や椎葉とともに奔走。噂のもととなった記事が削除されハナの活動再開が決まった矢先、リーダー・原花梨の引き抜きが原因で「サニサイ」の解散が突如決定する。「サニサイ」解散ライブの前夜、水面下で活動していた瓜田が愛の部屋に押し入り、愛を拉致して自宅の監禁部屋に監禁する。そして解散ライブ当日、隙を見て脱出した愛は追ってきた瓜田をマンションの階段から突き落としてしまう。
ここまでの愛の供述を聞き終えた聖護院は、防犯カメラの映像との矛盾から愛の嘘を指摘。瓜田に拉致監禁され瓜田を突き落としたのは本当は愛ではなくハナであり、現場に駆けつけた愛はハナを解散ライブへ向かわせた後に身代わり出頭して、警察をライブ会場へ向かわせないよう供述を続けていたと推理する。それでも自らの犯行を強く主張する愛と聖護院の前に解散ライブを終えたハナがステージコスチュームのまま出頭。愛と鍵閉めの握手を交わしたハナは自分が瓜田を突き落としたと自白する。
事件は好奇の目で大きく報じられ、チャットレディの副業まで明るみに出た愛は退職に追い込まれるが、社名のみで選んだ会社を去ることを「すがすがしい」と語り本当にやりたい仕事を探し始める。一方不起訴処分となったハナは瓜田の報復を避けて愛たちからも距離を置き、アイドル活動を通じて「推すって愛だ」と知ったとして立場を変え推す生き方を目指す。1年後、椎葉の事務所で働きつつライブハウスでスタッフとして地下アイドルたちの相談にのる愛は、クライアントとして杏子に会った小豆沢からハナが杏子と和解したことを知る。

## 登場人物

### 主要人物
遠藤愛〈28〉
演 - 桜井ユキ
OL。大都安心生命勤務。
婚約者に捨てられ、人生のどん底で出会った地下アイドルグループ「サニーサイドアップ」メンバーのハナから勇気をもらい、ハナを全力でサポートすると誓う。
小豆沢からは「おばはん」呼ばわりされている。
栗本ハナ〈19〉
演 - 白石聖
地下アイドルグループ「サニーサイドアップ」のメンバー。本名、塚本実花。
ダンスだめ、歌だめ、人見知りのダメダメアイドルだが、人一倍強い思いを抱いている。アイドルの活動だけでは生活していけないのでアルバイトもしている。
小豆沢大夢
演 - 細田善彦
オタクリーダー。花梨推し。愛称は「小豆さん」。フリーのITコンサルタント。
口が悪くクセが強いが、憎めない人物。
聖護院実
演 - 澤部佑
刑事。
「サニーサイドアップ」に関わる事件を捜査している。
椎葉貴文
演 - 村杉蝉之介
古参オタク。箱推し。弁護士。
瓜田勝〈36〉
演 - 笠原秀幸
ストーカー的な横顔をもつオタク。ハナ推しで、愛と対立することとなる。リサイクルショップ店長。

### サニーサイドアップ
地下アイドルグループ。20歳前後のメンバー5人で構成される。メンバーはハナの他に以下の通り。
原花梨
演 - 松田るか
リーダーでセンター。歌唱力が抜群。
麦田詩織
演 - 松川星
お嬢様キャラ。愛称は「しお」「しおりん」。
那須凛怜
演 - 田中珠里
クールビューティー。愛称は「凛さま」。大学生でアナウンサー志望。
玉路紀子
演 - 天木じゅん
元気印。愛称は「のりたま」。

### その他
米原将太
演 - 川並淳一
オタク。のりたま推し。愛称は「ヨネさん」。スポーツ用品店勤務。
柿崎修
演 - 榎田貴斗
オタク。凛怜推し。愛称は「カッキー」。大学生。社会学専攻。
小松直己
演 - 小原滉平
オタク。しおりん推し。愛称は「コマツナくん」。高校生。
日高真衣
演 - 篠原真衣
愛の同僚で女子会友だち。ユニバーサルコース採用。
松前菜摘
演 - 土井玲奈
愛の同僚で女子会友だち。エリアコース採用。
堀川吾郎
演 - 木内義一
愛の上司。
運営
演 - 代走みつくに
「サニーサイドアップ」の運営。
松田杏子
演 - 優希美青
ハナの高校時代の同級生。高校時代にハナからいじめを受け引きこもる。
松田梅子
演 - 森口瑤子
杏子の母。

### ゲスト
複数回登場の場合は括弧（）内に表記。
第1回
蓮沼恭介
演 - 中山義紘
愛の婚約者。商社の「ヨツトモ」勤務。
ライブハウスの受付
演 - 姫乃たま（第2回）
「サニーサイドアップ」が出演するライブハウス「BASEMENT」の受付。

第4回
目撃者
演 - 安藤サクラ
ライブゲスト
演 - 26時のマスカレイド

第7回
鏑木あさ
演 - 高岡凜花
ハナの高校時代の同級生。

第8回
まりん
演 - 西田早希
地下アイドルグループ「フロスティのダンス」メンバー。

## サニーサイドアップの展開
サニーサイドアップは、劇中に登場する5人組の地下アイドルグループ。略称はサニサイ。
「NHKが誇るアイドルを作ろう」との意気込みで2019年1月にオーディションを実施し、約100人の候補者の中から白石聖、松田るか、田中珠里、松川星、天木じゅんの5人がメンバーとして選出された。松田はアイドル役を演じた経験を、田中と天木は実際にアイドルグループで活動した経験を持つ。すべての楽曲は黒赤ちゃんの松野恭平と乾英明による音楽プロデュースユニット「DogP」が作詞作曲編曲を手がける。
「サニーサイドアップ」のグループ名は、「目玉焼き」そのものの持つかわいらしさに加え、日が当たらない「地下」と対照的な「日向」を意味する「サニーサイド」と「ダウン」の反対の「アップ」を組み合わせることで、「もっと上に行きたい、日向を目指したいと思いながらも今置かれている場所で腐ることなく活動している熱意あるグループを描きたい」との意が込められている。メンバーの衣装にはたまごを模した色使いやキュートな目玉焼きのモチーフが随所に用いられている。
放送開始に先立ち7月22日から「超期間限定アイドル」として実際に活動を開始し、同日に開設された公式ツイッターアカウントでは、編集の藤代雄一朗が監督を務め機材に頼らずスマートフォンにて撮影されたオリジナル曲「おちゃのこサニサイ」のミュージック・ビデオが公開された。同アカウントでは約60日間の限定公開で劇中で描かれないメンバーの素顔や葛藤、奮闘などを描いたバックサイドストーリーやオフショットを毎日配信し、またNHK大阪放送局内で8月3日に開催されたイベント「よるドラ『だから私は推しました』アイドルライブバトル」へ出演してドラマ収録以外で初めてパフォーマンスを披露した。
2022年、同じ「よるドラ」枠のテレビドラマ『恋せぬふたり』の劇中に、主人公らの推しアイドルとして登場し、「サニサイ」がツイッターでトレンド入りするなど話題を呼んだ。

## スタッフ
- 作 - 森下佳子
- 音楽 - 蔡忠浩（bonobos）
- 劇中歌 - 「おちゃのこサニサイ」「サイリウム・プラネット」「ただいまミライ」（作詞・作曲：DogP）
- 演出 - 保坂慶太、姜暎樹、渡邊良雄
- 編集 - 藤代雄一朗
- プロデューサー - 高橋優香子
- 制作統括 - 三鬼一希、出水有三
- 地下アイドル考証 - 姫乃たま
- 振付 - 桜あかり
- 制作・著作 - NHK大阪放送局

## 放送日程
| 放送回 | 放送日  | ラテ欄                                                    | 演出     |
| ------ | ------- | --------------------------------------------------------- | -------- |
| 第1回  | 7月27日 | 地下アイドル×オタ オタク沼にハマった女が見た光と闇!       | 保坂慶太 |
| 第2回  | 8月03日 | 地下アイドル×オタ 推しに忍び寄る不穏な人物、その正体は?   | 保坂慶太 |
| 第3回  | 8月10日 | オタバレ危機? 押しへの愛か、世間の目か 覚悟が試される3話  | 姜暎樹   |
| 第4回  | 8月17日 | アイドルフェスへ! 推しの夢を叶えたい…投票権にこめる思い   | 保坂慶太 |
| 第5回  | 8月24日 | メンバー不和で解散危機? オタも代理戦争 波乱の後半戦幕開け | 姜暎樹   |
| 第6回  | 8月31日 | 信じていたのに…! 暴露された推しの過去 そのとき愛は…       | 渡邊良雄 |
| 第7回  | 9月07日 | 推しとの決裂は…? 忍び寄る影の正体は? 急転直下の第7回      | 保坂慶太 |
| 最終回 | 9月14日 | 事件の全貌明らかに 推しが導く先とは…、感動のフィナーレへ  | 保坂慶太 |

## 関連番組
- ぐるっと関西 おひるまえ「よるドラの劇中アイドル登場」（2019年8月21日 11:30 - 11:54、NHK総合〈関西地方〉）[30]

## 関連イベント
- よるドラ『だから私は推しました』アイドルライブバトル[27]
日時：2019年8月3日 13:30 - 14:10（1回目） / 15:30 - 16:10（2回目）
会場：NHK大阪放送局1階アトリウム 「BKなつ祭り」特設ステージ
出演：サニーサイドアップ、SpiceDollS（1回目）、PiNKRUSH（1回目）、イロハサクラ（2回目）、リリシック学園（2回目）

## 関連商品
LINEスタンプ
- LINEスタンプ「だから私は推しました」（2019年8月11日、NHKエンタープライズ）

DVD
- だから私は推しました 初回限定版 DVD-BOX（2020年1月24日、NHKエンタープライズ、NSDX-24152）
- だから私は推しました 通常版 DVD-BOX（2020年1月24日、NHKエンタープライズ、NSDS-24153）

初回限定版は箱入りで、3曲のミュージッククリップを収録した特典DVD、オタク役の出演者達が着ていたTシャツ同一モデル、ミニクリアファイル、ステッカー、ポスター、リーフレットが同梱されている。

## 作品の評価
「地下アイドルとドルオタの関係性を門外漢の視聴者にも伝わるように描きつつ各キャラクターを魅力的に見せ、そのうえで叙述トリックを使ったダイナミックな物語構成をやってのけた森下佳子の脚本がとにかく見事」「凝った映像演出と俳優たちの熱演も相まって、30分×8回とは思えない見応えだった」との評価を受けて、2019年9月度ギャラクシー賞月間賞を受賞した。
『コンフィデンス』誌によるドラマ満足度調査「オリコン ドラマバリュー」では最終回に向かって話数を重ねるごとに堅調にポイントが推移し、有識者からは主演の桜井ユキらの好演、地下アイドルの世界をリアルに描いた森下佳子氏の脚本力、DogPによるサニーサイドアップの劇中歌やカメラワークなどの演出面での細部におよぶこだわりが高評価を得て、第17回コンフィデンスアワード・ドラマ賞にて優秀作品賞を受賞した。
「イイネ」を得ることで承認欲求を満たす現代人の生き方に鋭く切り込み、地下アイドルの綿密な取材のもとに現代文化を深くまで抉った秀作であり、作品タイトルの言葉遊びに象徴されるストーリー展開の意外性もエンターテイニングとの評価を受け、第46回放送文化基金賞番組部門にてテレビドラマ番組優秀賞を受賞。主演の桜井ユキも、現代人の心の屈折や地下アイドルにはまり込む疾走感を巧みに表現した秀逸な演技力、初主演ドラマで自身の魅力を存分に発揮したことが評価され、同部門にて演技賞を受賞した。

### 受賞歴
- ギャラクシー賞
  - 2019年9月度 月間賞[32][33]
  - 第57回（2019年度） テレビ部門 奨励賞
- 第17回コンフィデンスアワード・ドラマ賞 優秀作品賞[34][36]
- 第46回放送文化基金賞 番組部門
  - テレビドラマ番組 優秀賞（第1回、第2回、第3回、第4回）[7]
  - 演技賞（桜井ユキ）[8][35]